# Ян Кум
Ян Кум (англ. Jan Koum; нар. 24 лютого 1976, Київ, Українська РСР, СРСР) — американський програміст та підприємець українсько-єврейського походження, емігрант з України, розробник месенджера WhatsApp, виконавчий директор Facebook з 2014 року. Мешкає в Маунтін-В'ю, Каліфорнія. Статки на 26 лютого 2014 — 9,8 млрд доларів.

## Дитинство в УРСР та переїзд до США
Ян Кум народився в Києві, а мешкав у Фастові, що неподалік від Києва. Він був єдиною дитиною в родині, мати займалася домашнім господарством, а батько був професійним будівельником — начальником ПМК-20 («Пересувна механізована колона № 20»). Корені у Кума були єврейські.
Батьки Яна жили досить бідно — це, та походження, змусило родину в 1992 році емігрувати, хоча Кум досі з теплотою згадує своє дитинство. Спартанські умови, в яких був вихований майбутній мільярдер, ймовірно є однією з причин, через які він категорично не сприймає засилля реклами у своєму бізнесі.
До США Кум емігрував разом із матір'ю та бабусею, які обрали для проживання невелике каліфорнійське місто Маунтін-В'ю, що розташувалося в Кремнієвій долині. У Маунтін-В'ю за програмою соціальної підтримки вони отримали маленьку квартиру з двома спальнями. Його батько (помер 1997 року) перебратися до США не зміг. Ян навчився вільно спілкуватися англійською, але ніяк не міг звикнути до поверхневого стилю спілкування американських студентів, постійно згадуючи про українських друзів, з якими пліч-о-пліч провів десять шкільних років. «Там ти встигаєш дізнатися про людину практично все», — говорить він.
В еміграції вони зіткнулися із серйозними нестатками, на перших порах його мати працювала нянею, а Ян, паралельно з навчанням, підмітав підлогу в продуктовому магазині. Коли матері Кума діагностували рак (померла 2001 року), їм доводилося виживати за рахунок її допомоги за інвалідністю. Випадково доля закинула Яна в найперспективніше місце для створення технологічних стартапів.

## Робота в Yahoo!
Кум віддавав навчанню всі сили. Під час навчання в школі його насамперед цікавили обчислювальні мережі. Він отримав хороші знання в галузі інформаційних технологій та програмування, а після навчання в школі без особливих зусиль вступив до Університету Сан Хосе, та одночасно працював в Ernst & Young.
За деякий час він познайомився з Браяном Ектоном, який розгледів у молодому студенті талант, допоміг влаштуватися на роботу в Yahoo!, яка була в той час однією з найбільш престижних компаній. Заради роботи Кум покинув університет і саме в Yahoo Кум отримав неоціненний досвід, дізнавшись зсередини про інтернет-індустрію та познайомившись із людьми, які незабаром стануть інвесторами WhatsApp.
Кум продовжував підтримувати близьку дружбу з Ектоном, але справи у Yahoo в ті часи пішли не надто добре, у Кума померла мати, а Ектон втратив великі заощадження під час краху «доткомів». У 2007 році вони зрозуміли, що отримали від Yahoo все, що могли, після чого обидва покинули компанію і створили власний бізнес.

## iPhone та поява WhatsApp
За час роботи в Yahoo! Кум зміг зібрати певні заощадження — близько півмільйона доларів. Вони могли дозволити йому деякий час не хвилюватися про пошук роботи і оцінити, чим він хоче зайнятися тепер. Кум відчував, що майбутнє за «соціальними» проєктами і спробував влаштуватися працювати в Facebook, проте отримав відмову.
Кум не знав, як себе повноцінно реалізувати, доки 2009 року не купив iPhone і не усвідомив, наскільки великі перспективи відкриває App Store. Тоді розробник вирішив, що настав ідеальний час для створення мобільного застосунку. Під час зустрічі емігрантів із колишнього СРСР, він познайомився з програмістом Ігорем Соломенчиковим, разом із яким Кум вирішив реалізувати свою ідею. Вона була простою: створити мобільний додаток для спілкування, який враховує особливості смартфонів і прив'язаний до номера телефону.
Назва WhatsApp народилася спонтанно — її можна розшифрувати як простомовне «У чому справа?» або «Як справи?», а слово App також означає «додаток». За кілька місяців програма з'явилася в App Store, проте особливої популярності не здобула. Програму не завантажили й сотні разів, що привело Кума у відчай — він був готовий все полишити та спробувати влаштуватися хоч на якусь роботу, проте його умовили ще трохи почекати. Допоміг випадок — саме в цей час Apple реалізувала функцію push-повідомлень в iOS, і Кум швидко додав їхню підтримку в програму.
Тепер користувачі могли миттєво сповіщати контакти про свої статуси. Кум перепрофілював WhatsApp в повноцінний месенджер і незабаром отримав чверть мільйона завантажень. Відтоді популярність проєкту почала рости високими темпами: чим більше з'являлося користувачів, тим швидше зростала абонентська база.
Офіційна сторінка компанії з обмеженою відповідальністю WhatsApp LLC українською мовою.

## Монетизація
WhatsApp не міг довго лишатися безкоштовним, тому що з ростом числа користувачів все більше грошей доводилося віддавати операторам мобільного зв'язку за підтвердження доставлення повідомлень. Кум був категоричним противником введення в застосунок реклами в будь-якому вигляді. В результаті, розробникам довелося зробити завантаження програми платним.
Звичайно, навіть ціна в один долар змогла знизити швидкість приросту бази користувачів, проте їхня кількість продовжувала стабільно зростати, особливо після того, як у WhatsApp з'явилася функція відправляння зображень, дозволяючи сервісу замінювати собою не тільки СМС, але й дорожчі MMS.
На початок 2014 року програма мала 400 млн активних користувачів по всьому світі, що перетворило її на безумовного лідера галузі. Після цього розробники вирішили знову зробити програму безкоштовною для завантаження та перейти на систему передоплати. Відтоді користуватися WhatsApp можна було безкоштовно протягом першого року, а далі — платити по 1 долар на рік. Це компромісне рішення заклало базу для довгострокової монетизації сервісу та прискорило і без того швидке зростання аудиторії. Користувачі, що купили WhatsApp раніше, отримали безстрокову безкоштовну передплату.

## Продаж Facebook
Для Facebook WhatsApp — це продукт мрії, на який соціальна мережа витратила третину своїх вільних коштів. Навесні 2013 року з'явилися чутки про те, що месенджер може увійти до складу Google, називалася і ймовірна сума операції — 1 мільярд доларів. Google навіть готова була заплатити WhatsApp просто за обіцянку проінформувати її, якщо месенджер отримає пропозиції про покупку від інших гравців.
Програми для спілкування через WhatsApp існують для всіх актуальних, а також багатьох застарілих або нішевих мобільних платформ. Компанія випустила клієнти для iOS, Android, Windows Phone, BlackBerry, Nokia S40/Asha та Symbian, охопивши практично всі платформи на ринку смартфонів. Підтримка застарілих платформ привела до того, що WhatsApp активно використовують не тільки в технічно розвинених Америці та Європі, а й у бідних країнах — тобто, це по-справжньому глобальний продукт.

## Секрет успіху
WhatsApp зробив своїх творців мільярдерами. Витрати на маркетинг практично були відсутні, штат компанії був мінімальним. Вони хотіли створити якісний продукт, яким було б зручно користуватись. WhatsApp спочатку позиціонував себе як заміну СМС. Програма максимально проста, розробники домоглися того, щоб програмою можна було користуватися відразу.
У WhatsApp зрозуміли, як використовувати вже наявну інфраструктуру — всі друзі вже є в адресній книзі, а найкращий ідентифікатор — це номер телефону. Нарешті, програма доклала всіх зусиль для того, щоби стати мультиплатформовою. У WhatsApp вважали, що будь-які користувачі важливі, навіть якщо їх мало, і створювали клієнти для застарілих платформ, таких як Symbian. На цих телефонах WhatsApp був мало не єдиним варіантом сучасного месенджера. Після того, купивши сучасніші смартфони, користувачі Symbian або BlackBerry воліли завантажити давно знайомий продукт.

## Сучасність
Після покупки всі працівники WhatsApp стали співробітниками Facebook, однак команда, як і раніше, територіально розташовується в Маунтін-В'ю. Бренд, назва, візуальний стиль — усе залишається колишнім. Яна Кума призначено членом ради директорів Facebook, він пообіцяв, що для користувачів сервісу не зміниться абсолютно нічого.
Раніше багато хто побоювався, що WhatsApp можуть об'єднати з власним продуктом соціальної мережі — Facebook Messenger, проте Цукерберг сказав, що у проєктів різні цілі — WhatsApp призначений для заміни функцій СМС, в той час, як Facebook Messenger — зручний спосіб спілкування з друзями по соцмережі. Facebook купив не просто месенджер, він купив пів мільярда лояльних користувачів, які можуть прийти в соціальну мережу і стати новим поштовхом для зростання.
У листопаді 2014 року Ян пожертвував мільйон доларів проєкту FreeBSD, що стало найбільшою в історії проєкту FreeBSD пожертвою, розмір якої перевищив річний бюджет FreeBSD Foundation. Ян Кум використовує FreeBSD вже понад десять років, у тому числі в компанії Yahoo! і в серверній інфраструктурі сервісу WhatsApp.